# Misagria bimacula
Misagria bimacula là loài chuồn chuồn trong họ Libellulidae. Loài này được Kimmins mô tả khoa học đầu tiên năm 1943.